# Magazine, Arkansas
Magazine là một thành phố thuộc quận Logan, tiểu bang Arkansas, Hoa Kỳ. Năm 2010, dân số của thành phố này là 847 người.

## Dân số
- Dân số năm 2000: 915 người.
- Dân số năm 2010: 847 người.